# Powiat turecki

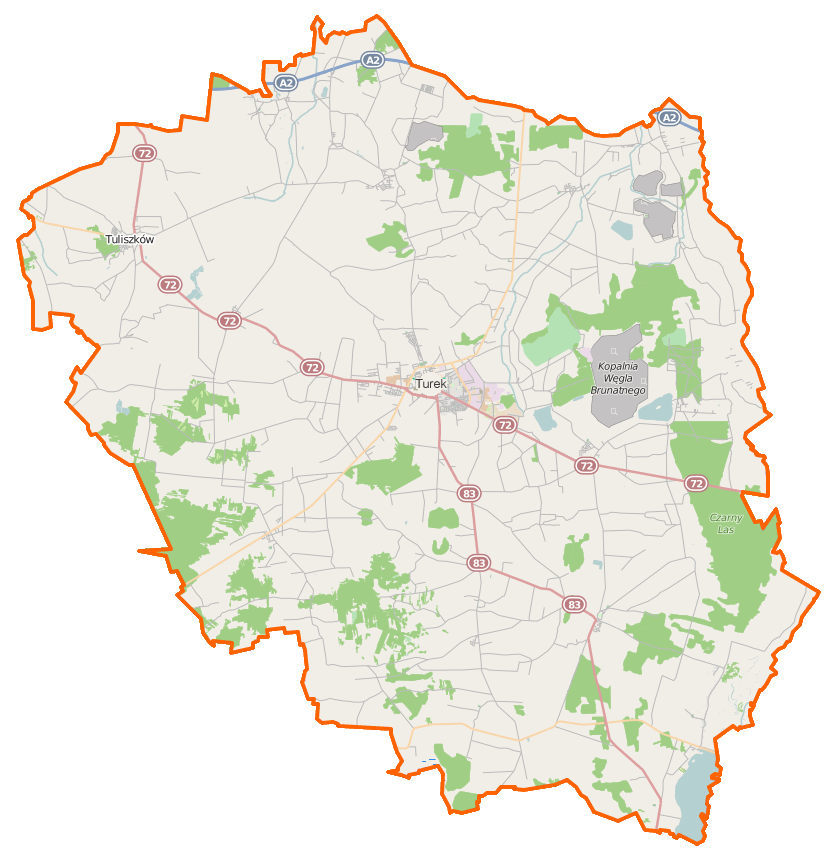
Mapa powiatu

Powiat turecki – powiat w Polsce, we wschodniej części województwa wielkopolskiego, z siedzibą w Turku; przywrócony w wyniku reformy administracyjnej przeprowadzonej w 1999.
Powiat turecki powstał w 1867 w wyniku wydzielenia ze wschodniej części powiatu kaliskiego w guberni kaliskiej Królestwa Polskiego.
Przez powiat turecki przebiega autostrada A2, droga krajowa nr 72 i droga krajowa nr 83.
Według danych z 31 grudnia 2019 roku powiat zamieszkiwały 83 894 osoby. Natomiast według danych z 31 grudnia 2023 roku powiat zamieszkiwało 81 244 osób.

## Podział administracyjny
W skład powiatu wchodzą:
- 1 gmina miejska: Turek
- 2 gminy miejsko-wiejskie: Dobra, Tuliszków
- 6 gmin wiejskich: Brudzew, Kawęczyn, Malanów, Przykona, Turek, Władysławów

## Obiekty zabytkowe
Według danych Krajowego Ośrodka Badań i Dokumentacji Zabytków, na terenie powiatu tureckiego znajduje się 107 obiektów i zespołów zabytkowych, w tym 51 na terenie samego miasta Turku. Poza tym najwięcej wpisanych zabytków i ich zespołów posiada gmina Władysławów (13), zaś najmniej gmina Przykona (zaledwie 3). Przeważają obiekty sztuki sakralnej – kościoły, cmentarze – oraz zespoły dworskie. Warto jednak zauważyć, że w samym Turku aż 43 pozycje stanowią tzw. domy tkaczy z XIX wieku.

## Położenie
Powiat turecki położony jest we wschodniej Wielkopolsce, w Kaliskiem, częściowo także w ziemi sieradzkiej. Graniczy z powiatami: kolskim, konińskim, kaliskim oraz poddębickim i sieradzkim, administracyjnie należącymi do województwa łódzkiego. Głównym ośrodkiem administracyjnym i gospodarczym powiatu tureckiego jest miasto Turek. Przez Turek przechodzi węzeł komunikacyjny o znaczeniu wojewódzkim i międzywojewódzkim (droga krajowa nr 72, droga krajowa nr 83, droga wojewódzka nr 470).

### Rzeki
Główną rzeką jest Warta, stanowiąca wschodnią granicę powiatu. Obszar położony na zachód od niej odwadniany jest przez zespół czterech cieków – jej lewobrzeżnych dopływów. Są nimi: Teleszyna, Kiełbaska, Topiec i Powa.

### Bogactwa naturalne
Swoistą cechą powiatu tureckiego jest kopalnictwo odkrywkowe i dominujący w ogólnym bilansie wody udział wód podziemnych, drenowanych w toku eksploatacji górniczej.
Najważniejszym bogactwem naturalnym eksploatowanym na terenie powiatu jest węgiel brunatny. Udokumentowane i eksploatowane złoża występują na terenie gmin: Turek, Przykona i Brudzew. Węgiel wykorzystywany był jako surowiec energetyczny w miejscowej Elektrowni „Adamów”. Poza węglem występują dość powszechnie pospolite surowce mineralne jak: piaski, żwiry, gliny morenowe, iły. Surowce te stanowią bazę kruszywa naturalnego dla potrzeb budownictwa i drogownictwa.

## Demografia
Liczba ludności (dane z 30 czerwca 2005):
|        | Ogółem | Ogółem | Kobiety | Kobiety | Mężczyźni | Mężczyźni |
| osób   | %      | osób   | %       | osób    | %         |           |
| ------ | ------ | ------ | ------- | ------- | --------- | --------- |
| Ogółem | 83 686 | 100    | 42 839  | 51,19   | 40 847    | 48,81     |
| Miasto | 34 398 | 41,10  | 17 999  | 21,51   | 16 399    | 19,60     |
| Wieś   | 49 288 | 58,90  | 24 840  | 29,68   | 24 448    | 29,21     |

▶Wieś vs ▶miasto
Ogółem (▶k, ▶m)
Miasto (▶k, ▶m)
Wieś (▶k, ▶m)
Liczba ludności w każdej z gmin (dane z 30 września 2008):

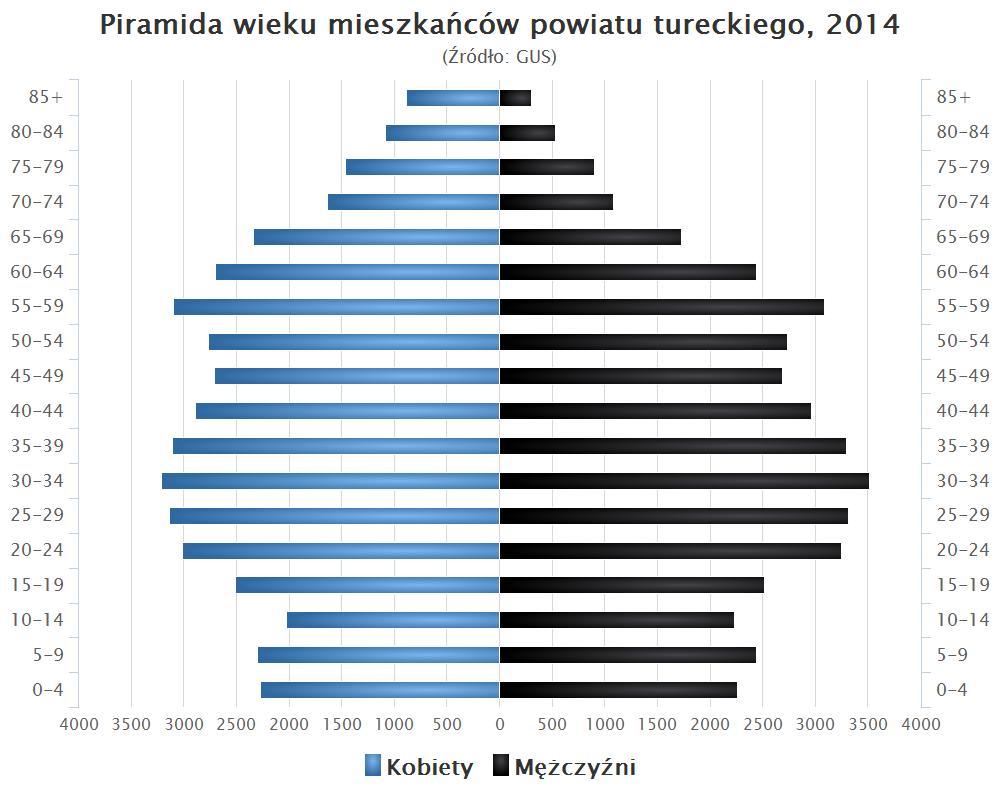
Piramida wieku mieszkańców powiatu tureckiego w 2014 roku

- m. Turek: 29 621 (1)
- gm. Brudzew: 6168 (7)
- gm. Dobra: 6471 (6)
- gm. Kawęczyn: 5372 (8)
- gm. Malanów: 6518 (5)
- gm. Przykona: 4273 (9)
- gm. Tuliszków: 10 557 (2)
- gm. Turek: 8075 (3)
- gm. Władysławów: 8032 (4)

ogółem: 85 087

## Gospodarka
W końcu września 2019 liczba zarejestrowanych bezrobotnych w powiecie tureckim obejmowała ok. 1,3 tys. mieszkańców, co stanowi stopę bezrobocia na poziomie 3,6% do aktywnych zawodowo.

## Turystyka

### Trasy piesze i rowerowe
- Piesze i rowerowe ścieżki dydaktyczne Bogdałów
- Piesze i rowerowe ścieżki dydaktyczne Zdrojki
- Dydaktyczny szlak rowerowy Panorama
- Szlaki pieszo-rowerowe gminy Malanów
- Szlaki pieszo-rowerowe gminy Kawęczyn

## Media
Na terenie powiatu wydawane są dwa tygodniki lokalne:
- Echo Turku
- portal turek.net.pl

## Policja
- Komenda Powiatowa Policji w Turku,
- Komisariat Policji w Dobrej,
- Komisariat Policji w Tuliszkowie[10]

## Jednostki OSP wKSRG
- OSP Brudzew,
- OSP Chrząblice,
- OSP Dobra,
- OSP Piekary,
- OSP Kowale Pańskie,
- OSP Kawęczyn,
- OSP Kotwasice,
- OSP Malanów,
- OSP Przykona,
- OSP Smulsko,
- OSP Grzymiszew,
- OSP Tuliszków,
- OSP Kowale Księże,
- OSP Władysławów,
- OSP Kuny,
- OSP Chylin[11]